# El Campet
El Campet és una casa de Súria (Bages) protegida com a Bé Cultural d'Interès Local.

## Descripció

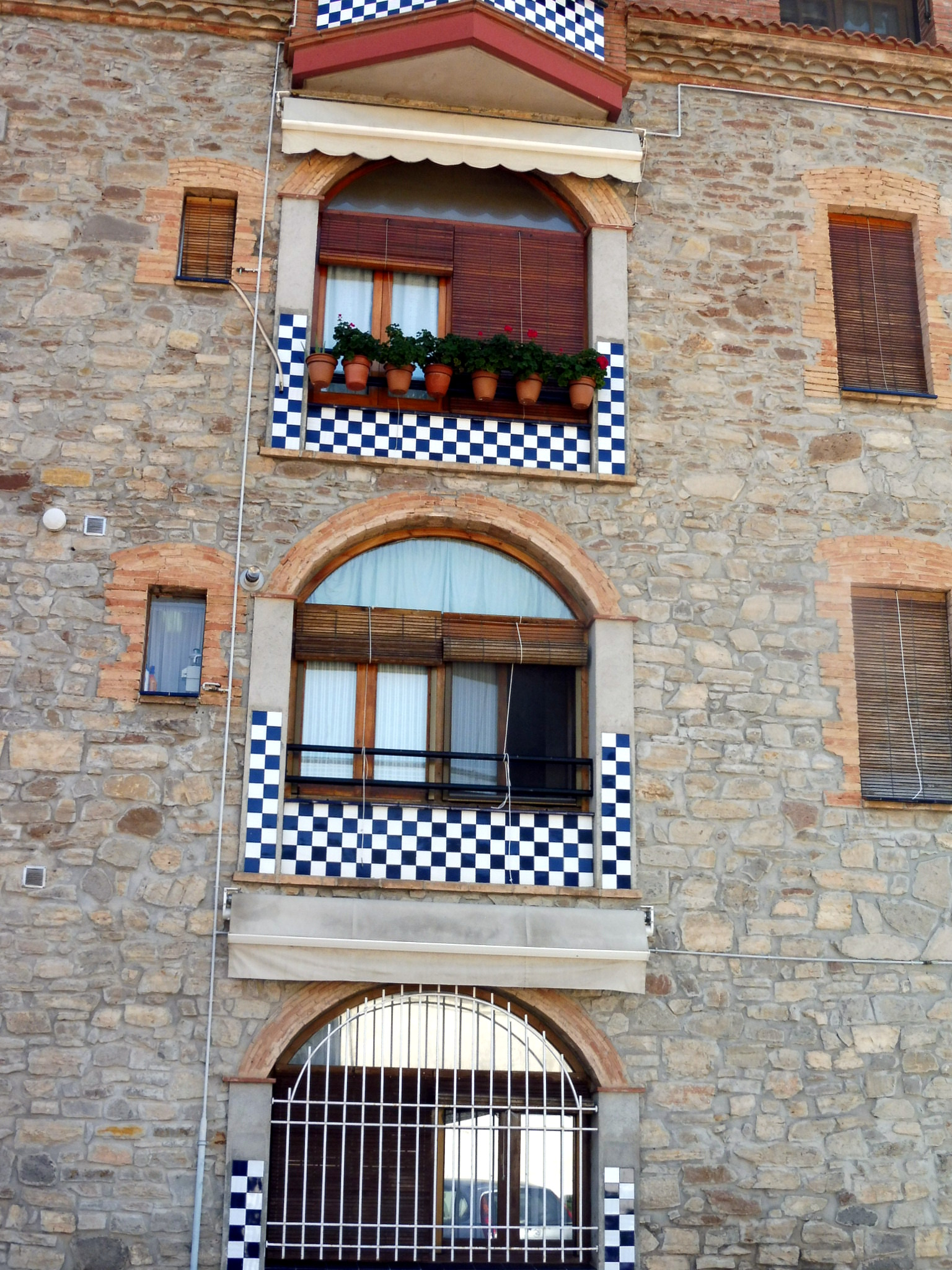
Vidriats de la façana de ponent

Habitatge situat a la cruïlla entre els carrers Pius Macià i Ignasi Abadal. Es tracta d'una construcció de planta baixa i tres plantes. La façana de les tres primeres plantes és de maçoneria de pedra amb les obertures ressaltades per brancals de maó vist. S'hi ha realitzat una remunta d'obra vista. Destaca la decoració de ceràmica vidriada en blanc i negre que s'emplaça a l'emmarcament d'algunes de les obertures.

## Història
El nom prové del topònim del lloc. Els anys 1905 i 1906 aquell indret era conegut com el “Campet de l'Ermenter”. La casa “Villa Carmen” la va construir, cap a 1920, Lluís Fàbrega i Planas.